# Beaver Falls (Pennsylvanie)
Pour les articles homonymes, voir Beaver Falls et Beaver.
La ville américaine de Beaver Falls est située dans le comté de Beaver, dans le Commonwealth de Pennsylvanie. Lors du recensement de 2010, sa population s’élevait à 8 987 habitants.

## Source
- (en) Cet article est partiellement ou en totalité issu de l’article de Wikipédia en anglais intitulé « Beaver Falls, Pennsylvania » (voir la liste des auteurs).